# Kim Cha-youn
Dans ce nom coréen, le nom de famille,  Kim , précède le nom personnel.
Kim Cha-youn, née le 10 janvier 1981, est une handballeuse internationale sud-coréenne qui occupe le poste d'ailière. 
Avec l'équipe de Corée du Sud, elle participe aux jeux olympiques de 2004, jeux olympiques de 2008 et 2012. Elle remporte respectivement une médaille d'argent en 2004 et de bronze en 2008.
Entre 2006 et 2009, elle évolue au club de Hypo Niederösterreich où elle joue aux côtés de sa compatriote Oh Seong-ok. Elle atteint la finale de la Ligue des champions en 2008.

## Palmarès
- Jeux olympiques d'été
  -  aux Jeux olympiques de 2004 à Athènes,  Grèce
  -  aux Jeux olympiques de 2008 à Pékin,  Chine
  - 4e aux Jeux olympiques de 2012 à Londres,  Royaume-Uni